# Mikulėnas
Mikulėnas ist ein litauischer männlicher Familienname, abgeleitet vom litauischen Vornamen Mikas.

## Weibliche Formen
- Mikulėnaitė (ledig)
- Mikulėnienė (verheiratet)

## Namensträger
- Gražvydas Mikulėnas (* 1973), Fußballspieler